# Richard Peterson

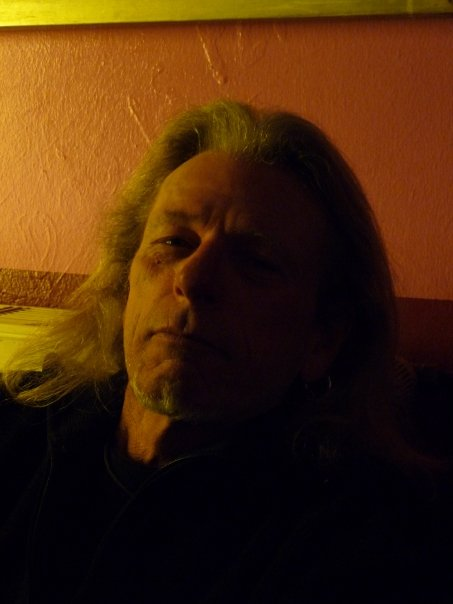
Richard Peterson

Richard "Dickie" Peterson (12 september 1946 – 12 oktober 2009) was een Amerikaans muzikant. Hij was bassist en zanger bij de groep Blue Cheer. Zelf nam hij ook twee soloalbums op: Child of the Darkness en Tramp.
Peterson speelde bas sinds zijn 13de. Hij was afkomstig uit een muzikale familie; zijn vader speelde trombone, zijn moeder piano en zijn broer, Jerre Peterson,  was oorspronkelijk fluitist. Peterson zelf noemde Otis Redding een belangrijke inspiratiebron. Zijn broer Jerre was in de oorspronkelijke samenstelling van Blue Cheer gitarist.
Peterson bracht het grootste deel van de laatste twee decennia van zijn leven door in Duitsland, maar bleef bij tijd en wijle voor Blue Cheer en voor andere groepen spelen.
Peterson overleed op 12 oktober 2009 op 63-jarige leeftijd aan de gevolgen van leverkanker.

## Discografie
- 1998: Child of the Darkness Captain Trip Records; alleen  in Japan uitgebracht
- 1999: Tramp Captain Trip Records;  alleen in Japan uitgebracht

- Gemeinsame Normdatei: 13498899X
- International Standard Name Identifier: 0000 0003 7290 7982
- MusicBrainz: f7ab7d17-b7c0-44cc-9e39-c145cb880f2e
- Virtual International Authority File: 1148449537215690925